# Chalarodon
Chalarodon – rodzaj jaszczurek z rodziny madagaskarkowatych (Opluridae).

## Zasięg występowania
Rodzaj obejmuje gatunki występujące na Madagaskarze. 

## Systematyka

### Etymologia
- Tropidogaster: gr. τροπις tropis, τροπιδος tropidos „kil statku”; γαστηρ gastēr, γαστρος gastros „brzuch”[3]. Typ nomenklatoryczny: Tropidogaster blainvillii Duméril & Bibron, 1837 (= Chalarodon madagascariensis Peters, 1854).
- Tritropis: gr. τρι- tri- „trój-”, od τρεις treis, τρια tria „trzy”[7]; τροπις tropis, τροπιδος tropidos „kil statku”[8]. Typ nomenklatoryczny: Tropidogaster blainvillii Duméril & Bibron, 1837 (= Chalarodon madagascariensis Peters, 1854).
- Chalarodon: gr. χαλαρος chalaros „luźny, giętki”, od χαλαω chalaõ „poluzować”; οδους odous, οδοντος odontos „ząb”[1].

### Podział systematyczny
Do rodzaju należą następujące gatunki: 
- Chalarodon madagascariensis (Peters, 1854)
- Chalarodon steinkampi Miralles, Glaw, Ratsoavina & Vences, 2015